# Dorfkirche Sünna

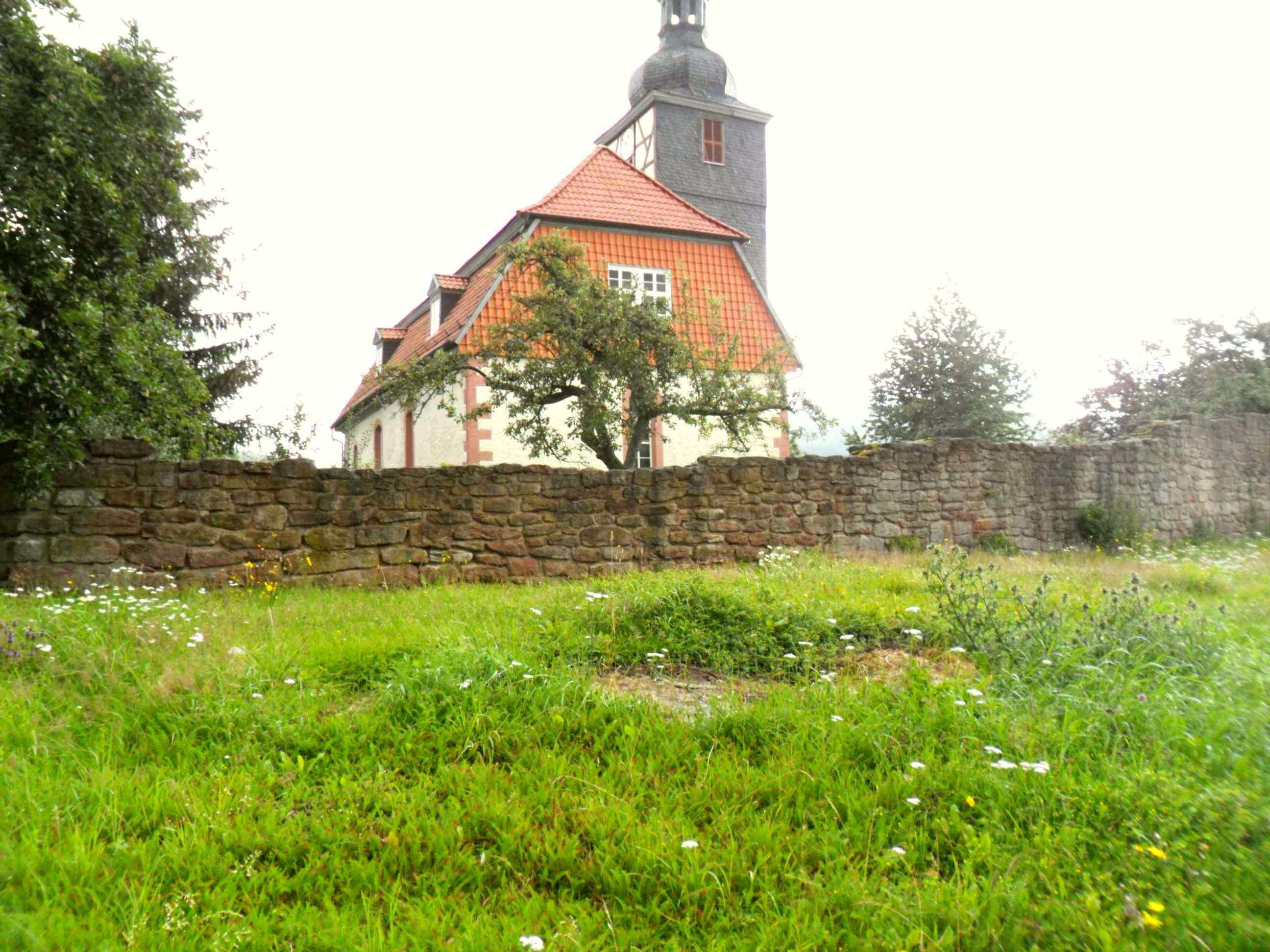
Die Kirche mit der Friedhofsmauer

Die evangelisch-lutherische Dorfkirche Sünna steht im Ortsteil Sünna der Einheitsgemeinde Unterbreizbach im Wartburgkreis in Thüringen. Sie ist eine der seltenen Bilderkirchen.

## Geschichte

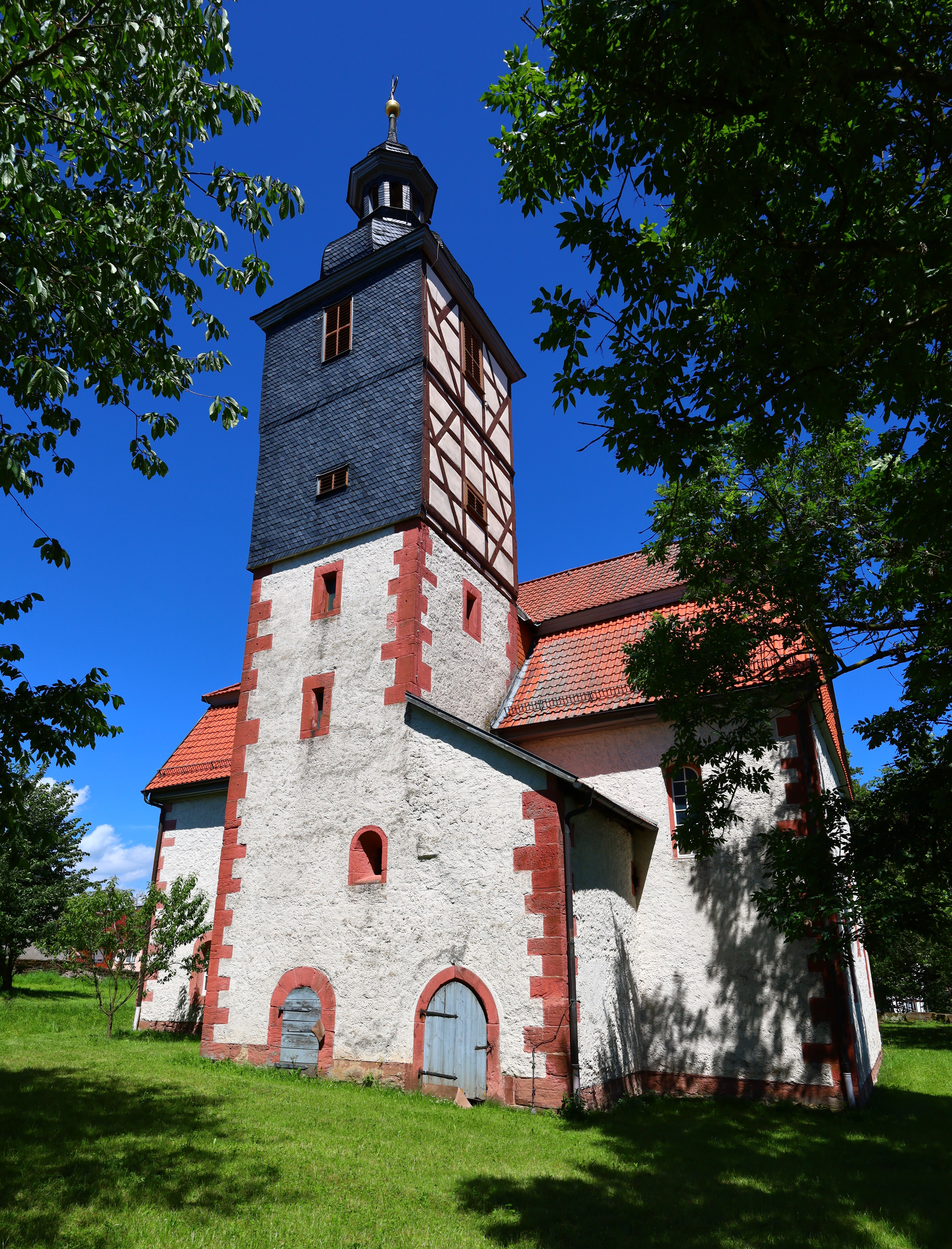
Kirchturm

Schon im 11. Jahrhundert soll ein Gotteshaus in Sünna gestanden haben. Der Unterbau des Turmes beweist es mit seinen Rundbogenfenstern, der Pforte und Vierpassöffnung. In der gotischen Zeit erfolgten oft Umbauten, die um 1385 und 1444 getätigt worden sind.
Wahrscheinlich wurden 1385 die steinernen Geschosse des Turmes für Mauerbefestigungen der Wehrmauer genutzt. Aus der Epoche um 1616 stammen  die heutigen Außenmauern, die Kanzel und der Taufstein.
Nach dem Dreißigjährigen Krieg richteten die Gläubigen bis 1670 das verwüstete Gotteshaus wieder her. Als Teil einer barocken Umgestaltung wurde um 1720 durch den Mühlhausener Johann Eberhard Dauphin eine einmanualige Schleifladenorgel mit Pedal eingebaut. Die Brüstungsfelder der Emporen wurden bis 1753 durch den in Schenklengsfeld ansässigen "Kunstmahler" Gustav Altmöller mit biblischen Bildern geschmückt; 1771 bemalte er den nicht erhaltenen Schalldeckel der Kanzel. Die dazu gehörige Deckenbemalung wurde 1905 vernichtet.
1756 erhielt der Turm zwei zusätzliche Fachwerkgeschosse, in denen die Bronzeglocken hingen. Diese stammten aus dem 14. Jahrhundert und gingen während des Ersten Weltkriegs verloren. Jetzt hängen 1923 entstandene Stahlglocken im Turm.
Bauschäden am Gotteshaus hätten im 20. Jahrhundert bald zum Abriss geführt. Es kam die politische Wende, und die Wiedererstehung der Kirche wurde eingeleitet.

## Orgel

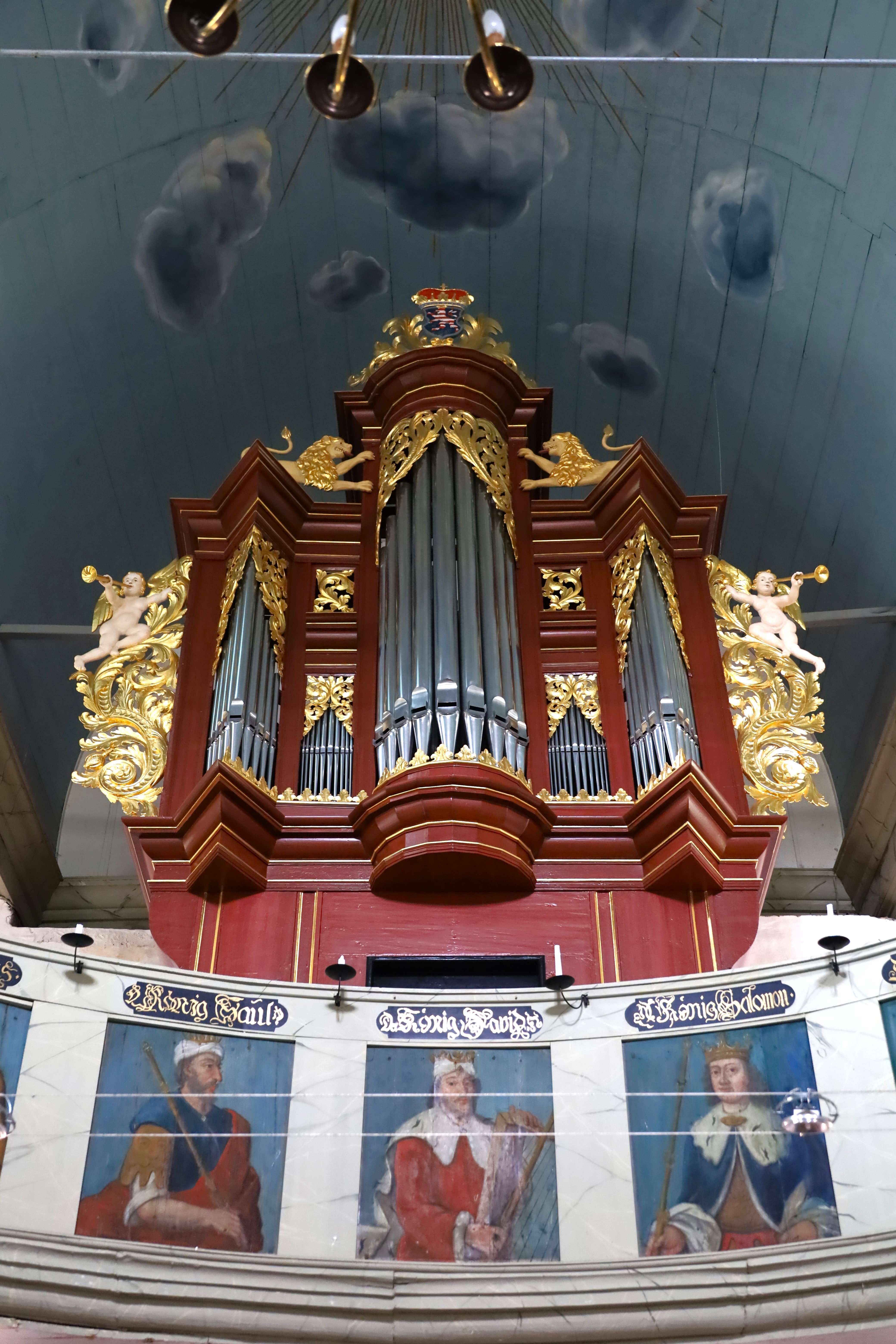
Orgel

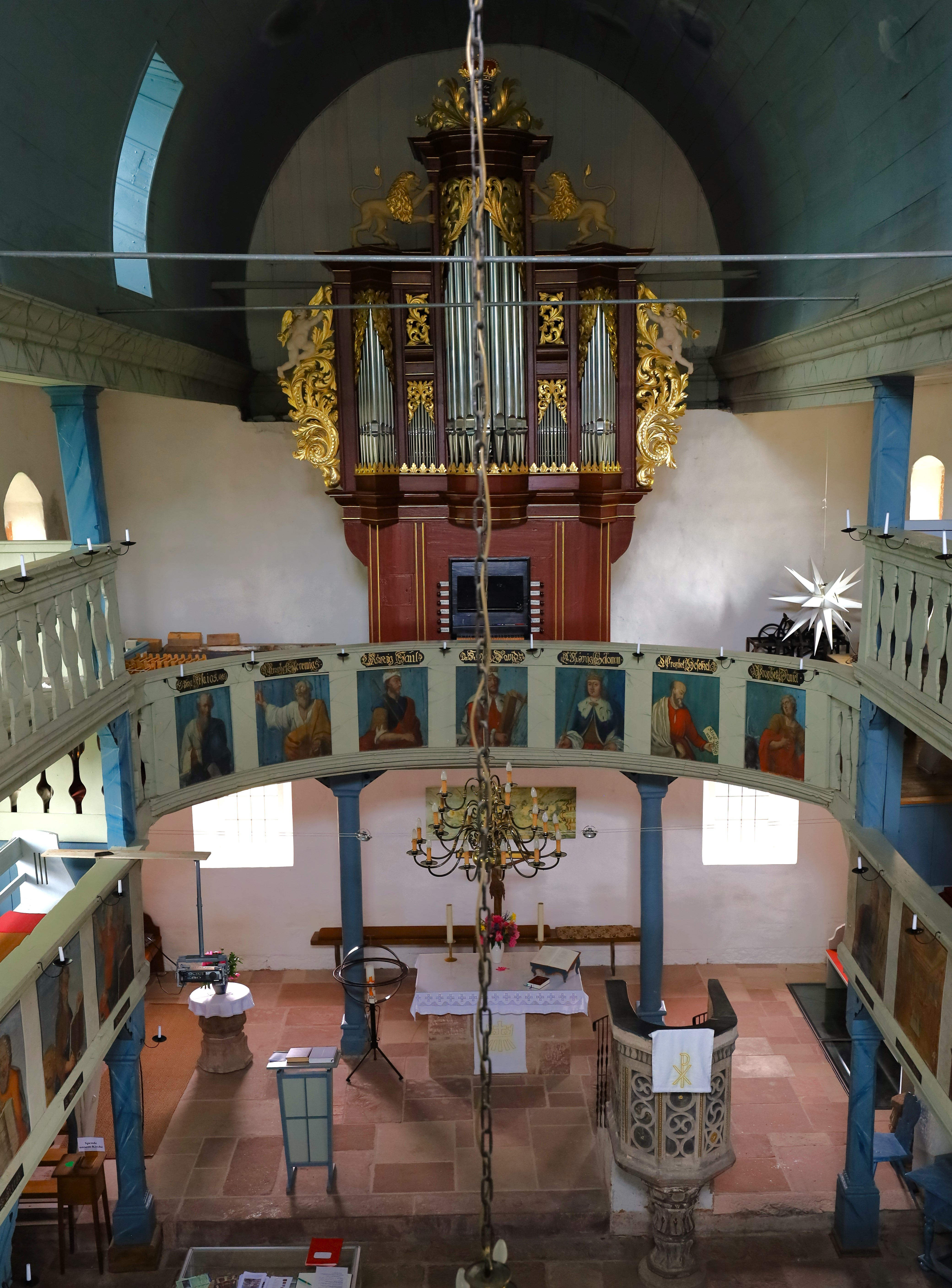
Blick auf den Altarraum und Orgel

Die Orgel geht auf Johann Eberhard Dauphin zurück, der 1719/1720 ein neues Werk mit zehn Registern schuf. Es scheint der einzige Orgelneubau Dauphins in Thüringen zu sein. In Nordhessen sind etwa zehn Werke des Orgelbauers nachgewiesen. Die erhaltenen Dauphin-Pfeifen in Sünna wurden in der Werkstatt von Johann Friedrich Wender hergestellt, der 1699–1703 die Orgel der Johann-Sebastian-Bach-Kirche (Arnstadt) baute. Der Prospekt in Sünna entspricht dem fünfachsigen mitteldeutschen Normaltyp mit einem erhöhten runden Mittelturm und außen zwei Spitztürmen, die durch Pfeifenflachfelder verbunden werden.
Der Orgelbauer Georg Friedrich Wagner (Hersfeld) baute die Orgel 1856/1857 im Stil der Romantik um und ersetzte etliche Register. Im Jahr 1918 folgten Wiederherstellungsarbeiten durch Alfred Hartmann (Jena) und Erich Blaufuß (Sünna) sowie 1927 durch Markert (Ostheim). Die Firma Böhm (Gotha) baute die Orgel 1966 um und verlieh ihr ein neobarockes Klangbild. Die Kirchengemeinde strebt gegenwärtig eine Rückführung auf den ursprünglichen Zustand an. Die heutige Disposition lautet wie folgt:
| I Manual C– |       |
| Bordun      | 16′   |
| Principal   | 8′    |
| Gedackt     | 8′    |
| Octave      | 4′    |
| Gedackt     | 4′    |
| Quinte      | 2 ⁄3′ |
| Octave      | 2′    |
| Mixtur III  |       |

| Pedal C– |     |
| Subbass  | 16′ |
| Violon   | 8′  |